# Arfeuilles
Cet article possède un paronyme, voir Arpheuilles.
Arfeuilles est une commune française rurale, située en Montagne bourbonnaise dans le sud-est du département de l'Allier, en région Auvergne-Rhône-Alpes.
Elle comptait 610 habitants au recensement de 2022, appelés les Arfeuillats.

## Géographie

### Localisation
Sur l'un des premiers contreforts des monts de la Madeleine, Arfeuilles (canton de Lapalisse) est une petite commune de moyenne montagne qui s'étend sur une vaste étendue de près de 60 km2, à peu près à égale distance entre les villes de Roanne et de Vichy (respectivement 29,9 km à l'ouest-nord-ouest et 23,9 km à l'est). Moulins, la préfecture, est à 54,7 km au nord-ouest, et Lyon, chef-lieu de région, à 96,2 km à l'est-sud-est.
Le bourg, situé à une altitude de 424 m, est entouré d'un réseau de collines culminant à 795 m, appartenant à la Montagne bourbonnaise. Au sud, elle est bordée par la côte roannaise du côté est et du côté ouest par les monts du Forez. Vers le nord, l'altitude s'abaisse en direction des plaines vers Lapalisse.

#### Communes limitrophes
|           | Châtelus        | Saint-Pierre-Laval              |
| Le Breuil | Arfeuilles      | Saint-Bonnet-des-Quarts (Loire) |
|           | Châtel-Montagne | Saint-Nicolas-des-Biefs         |

### Hydrographie
Au sud, sur la commune limitrophe de Saint-Nicolas-des-Biefs, à un peu plus de 1 000 mètres d'altitude, prend naissance un ruisseau, le Barbenan, qui deviendra une dizaine de kilomètres plus loin, avec l'apport d'affluents des collines voisines, la rivière qui traverse le bourg d'Arfeuilles. Le Barbenan rejoint ensuite la Besbre, un affluent de la Loire, au Breuil, une commune limitrophe.
À l'est de la commune coule de sud en nord le Douanon qui se jette dans le Barbenant à hauteur du hameau Pont Morel. Il était anciennement appelé Douanan.
Il est à remarquer que les deux rivières d'Arfeuilles possèdent le suffixe -nan du gaulois nanto qui signifie « vallée », « ruisseau » ou « rivière ».

### Climat
Pour des articles plus généraux, voir Climat d'Auvergne-Rhône-Alpes et Climat de l'Allier.
En 2010, le climat de la commune est de type climat des marges montagnardes, selon une étude du CNRS s'appuyant sur une série de données couvrant la période 1971-2000. En 2020, Météo-France publie une typologie des climats de la France métropolitaine dans laquelle la commune est exposée à un climat de montagne ou de marges de montagne et est dans la région climatique Centre et contreforts nord du Massif Central, caractérisée par un air sec en été et un bon ensoleillement.
Pour la période 1971-2000, la température annuelle moyenne est de 10,7 °C, avec une amplitude thermique annuelle de 16,3 °C. Le cumul annuel moyen de précipitations est de 946 mm, avec 11,4 jours de précipitations en janvier et 8,2 jours en juillet. Pour la période 1991-2020, la température moyenne annuelle observée sur la station météorologique installée sur la commune est de 11,2 °C et le cumul annuel moyen de précipitations est de 951,6 mm,. Pour l'avenir, les paramètres climatiques de la commune estimés pour 2050 selon différents scénarios d'émission de gaz à effet de serre sont consultables sur un site dédié publié par Météo-France en novembre 2022.
| Mois                                  | jan.           | fév.            | mars           | avril           | mai             | juin          | jui.          | août         | sep.          | oct.            | nov.             | déc.          | année     |
| ------------------------------------- | -------------- | --------------- | -------------- | --------------- | --------------- | ------------- | ------------- | ------------ | ------------- | --------------- | ---------------- | ------------- | --------- |
| Température minimale moyenne (°C)     | 0              | −0,1            | 2,1            | 4,3             | 8               | 11,6          | 13,2          | 13           | 9,7           | 7,1             | 3,2              | 0,8           | 6,1       |
| Température moyenne (°C)              | 3,6            | 4,1             | 7,2            | 9,9             | 13,8            | 17,6          | 19,7          | 19,6         | 15,5          | 11,9            | 7,1              | 4,3           | 11,2      |
| Température maximale moyenne (°C)     | 7,1            | 8,2             | 12,3           | 15,6            | 19,6            | 23,7          | 26,2          | 26,1         | 21,3          | 16,8            | 11               | 7,8           | 16,3      |
| Record de froid (°C) date du record   | −14,5 26.01.07 | −18 07.02.12    | −17,5 01.03.05 | −5,5 04.04.1996 | −0,6 15.05.1995 | 2,6 03.06.06  | 4 30.07.15    | 4 28.08.1998 | −0,5 25.09.02 | −6,8 30.10.1997 | −10,5 22.11.1993 | −15 26.12.10  | −18 2012  |
| Record de chaleur (°C) date du record | 18,7 27.01.16  | 23,5 24.02.1990 | 24,7 24.03.01  | 29 29.04.10     | 33,2 28.05.17   | 39,3 27.06.19 | 39,2 07.07.15 | 39 19.08.12  | 35,2 14.09.20 | 31,6 07.10.09   | 25 08.11.15      | 20,3 24.12.12 | 39,3 2019 |
| Précipitations (mm)                   | 67,4           | 57,4            | 56,7           | 80,2            | 100,5           | 79,9          | 89,4          | 84,8         | 81,8          | 89,2            | 90,5             | 73,8          | 951,6     |

## Urbanisme

### Typologie
Au 1er janvier 2024, Arfeuilles est catégorisée commune rurale à habitat très dispersé, selon la nouvelle grille communale de densité à 7 niveaux définie par l'Insee en 2022.
Elle est située hors unité urbaine et hors attraction des villes,.

### Occupation des sols

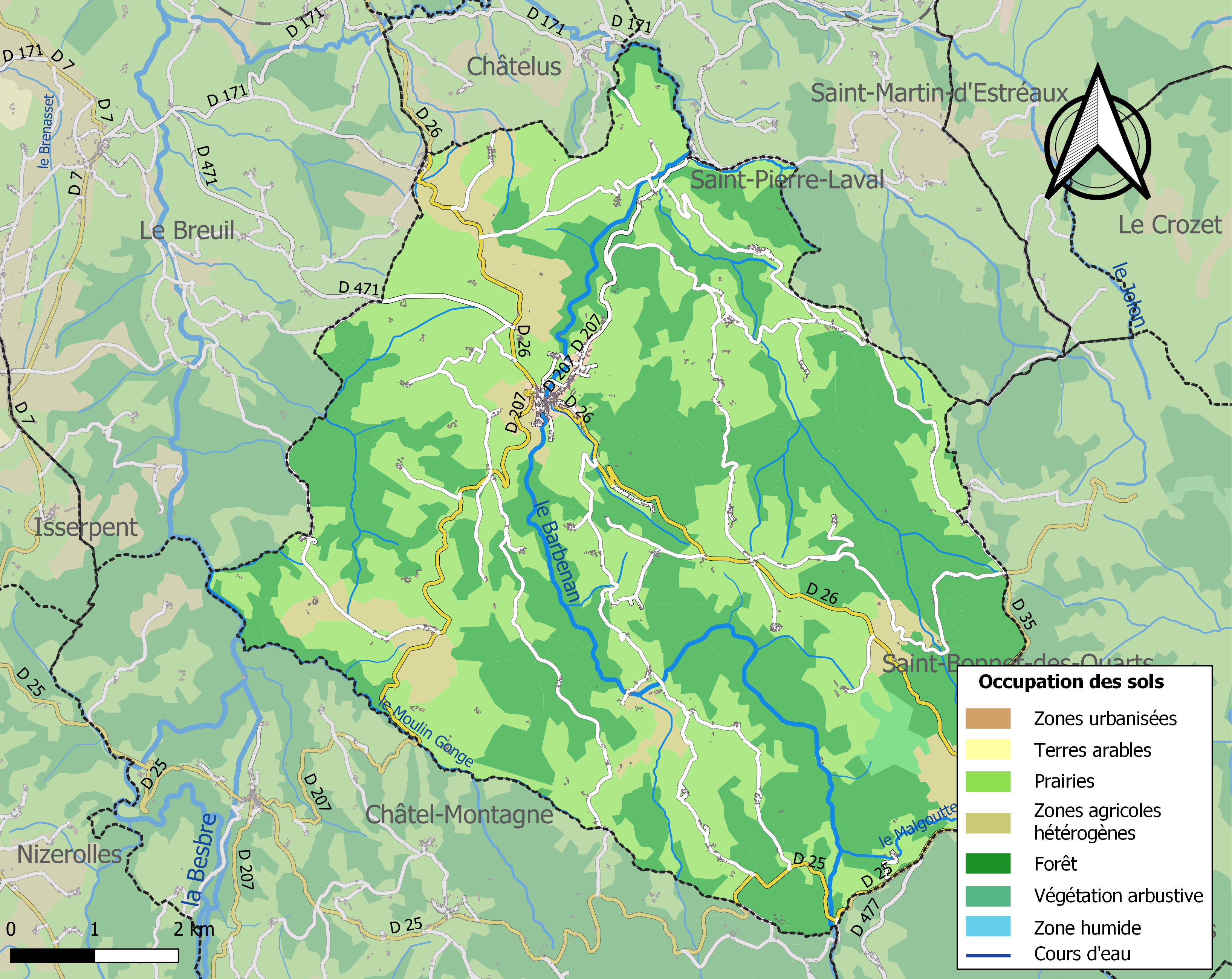
Carte des infrastructures et de l'occupation des sols de la commune en 2018 (CLC).

L'occupation des sols de la commune, telle qu'elle ressort de la base de données européenne d’occupation biophysique des sols Corine Land Cover (CLC), est marquée par l'importance des territoires agricoles (53,6 % en 2018), une proportion sensiblement équivalente à celle de 1990 (54,4 %). La répartition détaillée en 2018 est la suivante : prairies (46,3 %), forêts (45 %), zones agricoles hétérogènes (7,2 %), milieux à végétation arbustive et/ou herbacée (0,8 %), zones urbanisées (0,6 %).
L'IGN met par ailleurs à disposition un outil en ligne permettant de comparer l’évolution dans le temps de l’occupation des sols de la commune (ou de territoires à des échelles différentes). Plusieurs époques sont accessibles sous forme de cartes ou photos aériennes : la carte de Cassini (XVIIIe siècle), la carte d'état-major (1820-1866) et la période actuelle (1950 à aujourd'hui).

### Logement
En 2022, la commune comptait 640 logements, contre 658 en 2016 et 655 en 2011. Parmi ces logements, 49,9 % étaient des résidences principales, 32,5 % des résidences secondaires et 17,7 % des logements vacants. Ces logements étaient pour 94,1 % d'entre eux des maisons individuelles et pour 1,7 % des appartements.
La proportion des résidences principales, propriétés de leurs occupants était de 85,1 %, en nette hausse par rapport à 2016 (83,9 %) et 2011 (77,0 %). La part de logements HLM loués vides était de 0,4 % (contre 0,3 % en 2016 et 0,0 % en 2011).
La communauté d'agglomération Vichy Communauté a élaboré un programme local de l'habitat (PLH), approuvé le 5 décembre 2019 et valable pour la période 2020-2025, qui fixe quatre orientations (reconquête de l'habitat en centre-bourg, adaptation et diversification de l'habitat pour répondre aux besoins des habitants, promotion d'un habitat durable et performant, animation, mise en œuvre et évaluation de la politique de l'habitat). Arfeuilles fait partie des pôles de proximité de l'intercommunalité (secteur 1 ex-CCMB), dont les besoins sont de 90 % de constructions neuves (70 % sur terrains nus et 20 % après démolition). Pour les dix communes du secteur 1 ex-CCMB, les besoins en résidences principales sont de 70 constructions neuves sur terrains nus, 20 constructions neuves après démolition et la remise sur le marché de dix logements vacants. La consommation foncière prévue par ce PLH est de 7 hectares.

### Planification de l'aménagement
L'ancienne communauté de communes de la Montagne bourbonnaise, dont Arfeuilles était membre, avait élaboré un plan local d'urbanisme intercommunal (PLUi). À la suite de sa fusion avec la communauté d'agglomération de Vichy Val d'Allier le 1er janvier 2017, c'est Vichy Communauté qui se charge de l'élaboration de ce document. Ce PLUi, approuvé en conseil communautaire le 31 mars 2022, est exécutoire depuis le 13 mai 2022.

### Voies de communication et transports
La commune est traversée par les routes départementales 26 (reliant Droiturier à la frontière Allier-Loire à Saint-Bonnet-des-Quarts, au lieu-dit les Biefs) et 207 (reliant Le Mayet-de-Montagne et Châtel-Montagne à Saint-Pierre-Laval et Saint-Martin-d'Estréaux).
La préfecture, Moulins, est à 67,8 km par la route nationale 7 qui peut être empruntée à Droiturier.
La sous-préfecture, Vichy, est à 39,5 km par Lapalisse. Celle de Roanne est néanmoins plus proche, à 38 km (par les Biefs, la Croix du Sud et Renaison).

Entrées de la commune
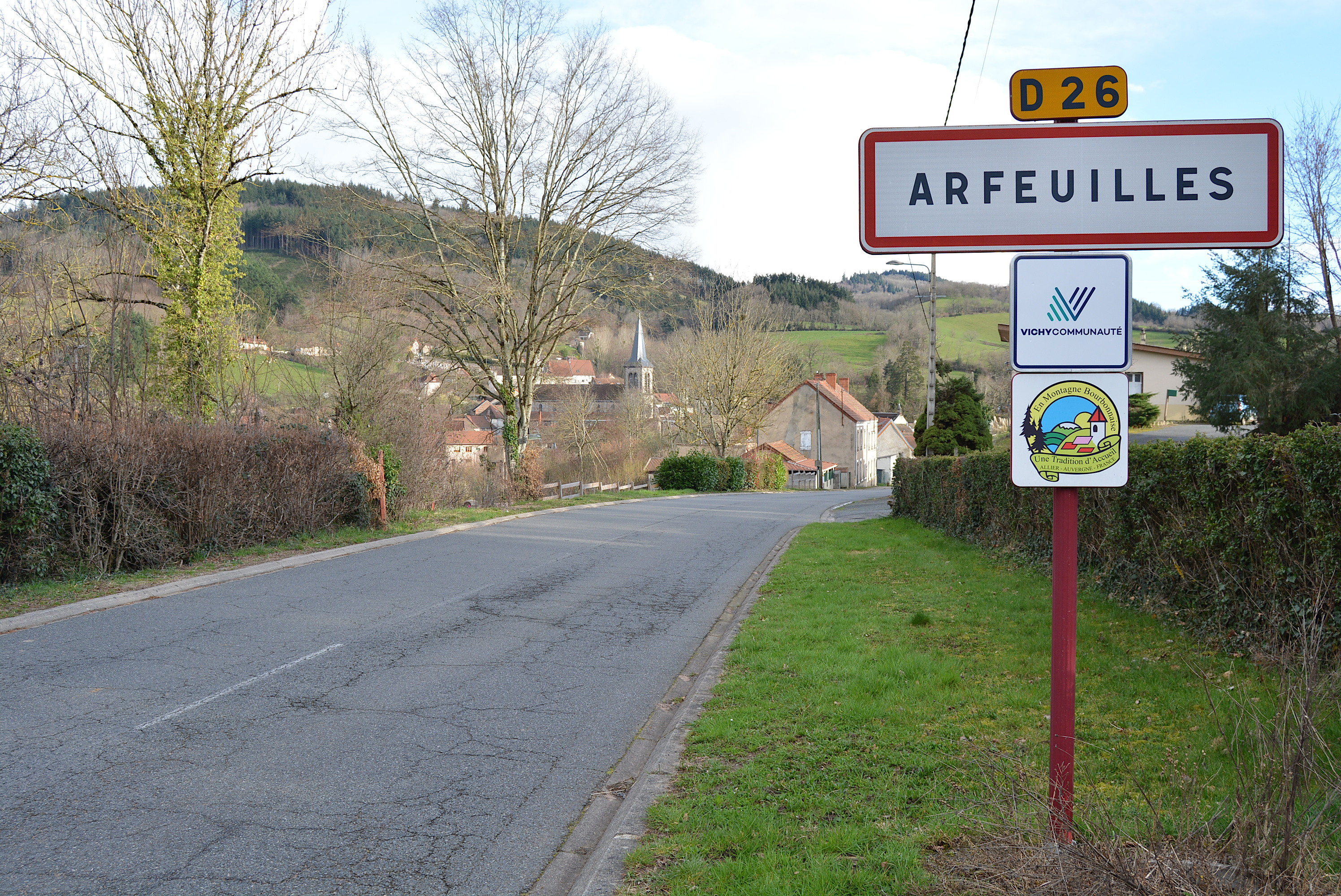
Entrée d'Arfeuilles par la D 26, depuis Lapalisse…
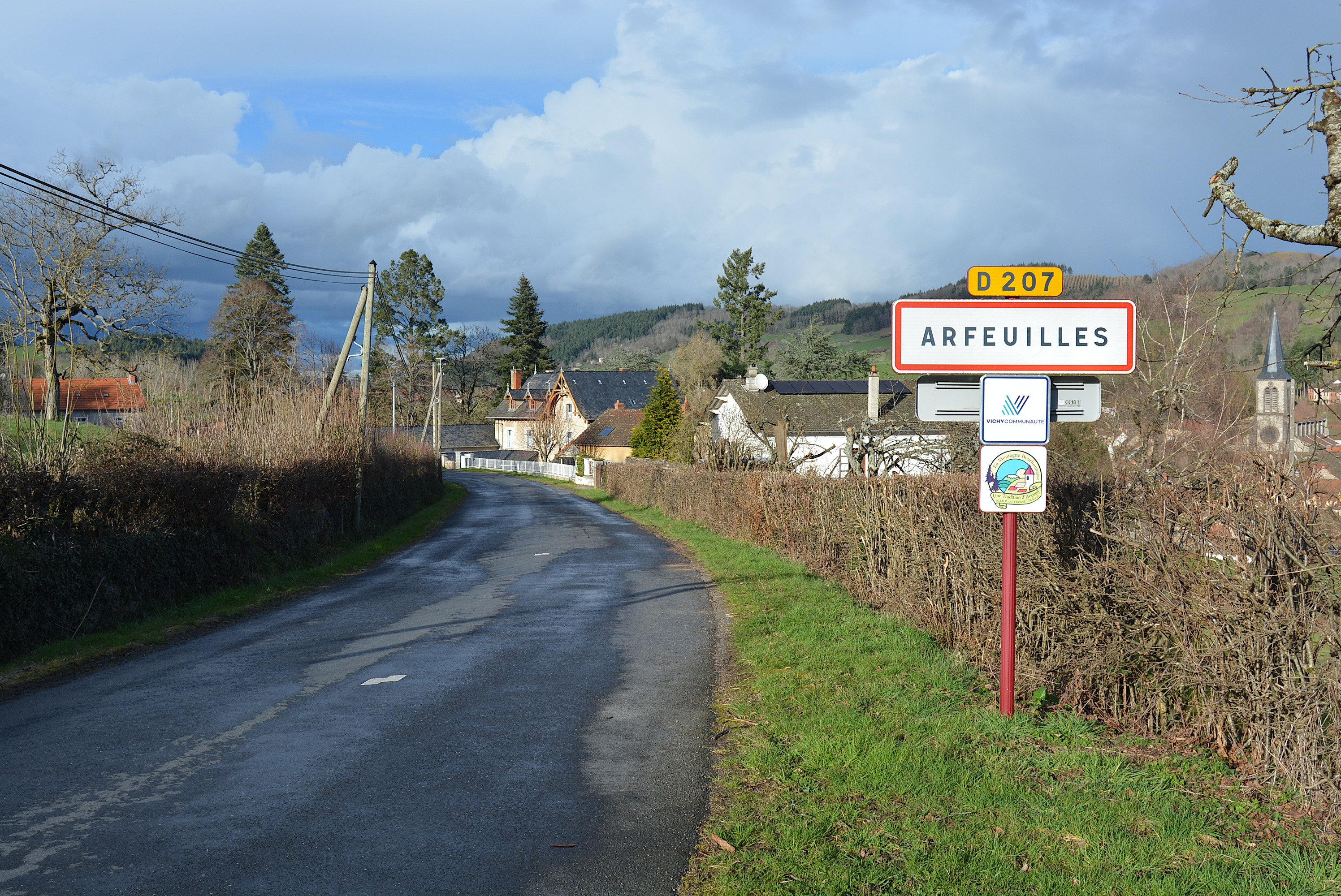
…et par la D 207, depuis Châtel-Montagne.

### Risques naturels et technologiques
La commune est soumise à sept risques :
- six risques naturels : inondation, mouvement de terrain, retrait-gonflement des argiles, feu de forêt et séisme (zone de sismicité de niveau 2), ainsi que le risque d'exposition au radon ;
- un risque technologique : pollution des sols.

Elle n'a pas élaboré de DICRIM.

## Toponymie

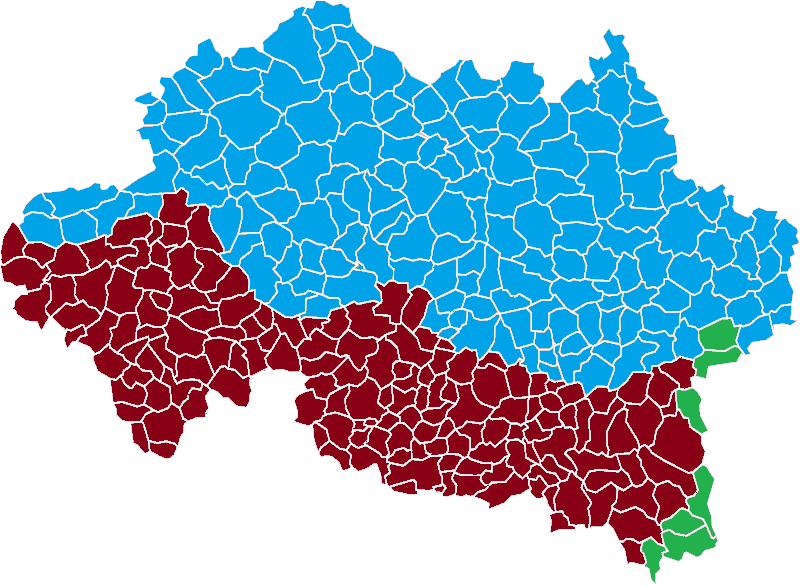
Carte linguistique du Bourbonnais selon lAtlas sonore des langues régionales de France (2020). En bleu, le bourbonnais d'oïl. En rouge sombre : le bourbonnais du Croissant. En vert : les parlers arpitans.

Plusieurs hypothèses ont été émises sur l'origine du toponyme Arfeuilles.
- La plus commune ferait venir le nom du latin acrifolium désignant un lieu où pousse le houx. La forme réduite arfuèlha, du nord-occitan, a produit une f en perdant le e pré-tonique (agr[e]fuèlha > agrfuèlha > arfuèlha) pour aboutir à Arfeuille. La commune est, en effet, située dans l'aire linguistique du bourbonnais du Croissant, langue intermédiaire entre langue occitane et langue d'oïl[15].
- La seconde du nom d'une ville gauloise nommée Ariolica, qui signifie devant la montagne ; elle est située entre Roanne et Vichy sur la Table de Peutinger.

Une étude récente de la toponymie d’Arfeuilles s’est intéressée au thème celtique rand, représenté à Arfeuilles par le toponyme Guérande, indice d’une ancienne frontière de territoire, cité ou pagus. En se fondant principalement sur le dépouillement complet des plans et matrices cadastrales du cadastre napoléonien, elle a montré que ce thème faisait localement l’objet d’une importante diffusion dans la microtoponymie locale, confirmant ainsi l’existence à Arfeuilles d’une telle frontière. Elle a par ailleurs étudié les traces, dans la toponymie, des nombreux souterrains que recèle la commune ainsi que des voies anciennes qui la traversaient.

## Histoire

### Du Moyen Âge à la Révolution française
À l'époque féodale, Arfeuilles n'était qu'une petite bourgade où quelques religieux du prieuré de Châtel-Montagne avaient édifié l'ancienne église d'Arfeuilles (démolie au XIXe siècle et remplacée par l'église actuelle). Les habitants vivaient sous la protection d'un sire d'Arfeuilles, Hugues d'Arfoglia, vassal du comte de Forez. Vers 1310, à la suite d'un conflit local (avec le seigneur de Montmorillon ?) le fief tomba dans les mains du vainqueur, la famille seigneuriale de Châtel-Montagne. Arfeuilles intégrait la province du Bourbonnais en dépendant de la châtellerie de Vichy comme Montmorillon et Châtel-Montagne,. Les guerres de Religion aboutirent vers 1600 à la destruction de l'ancien château fort et de la maison seigneuriale édifiée à côté de l'église.
Les XVIIe et XVIIIe siècles sont marqués par une nette augmentation de la population d'Arfeuilles et le développement commercial du bourg. Dans les villages, l'industrie du chanvre procure un apport important aux métairies qui disposent généralement d'une chènevière. Elle est aussi source de travail pour les peigneurs de chanvre, sergiers, filetiers et tisserands.

### L'organisation rurale auxXVIIeetXVIIIesiècles
Dans les sociétés rurales anciennes, pour faire face aux difficultés et dangers de tous ordres, des familles, vivant en commun sous un même toit, se regroupaient en communautés. Elles exploitaient en indivision un patrimoine transmis de génération en génération. Ce mode d'exploitation familiale et collective était fréquent dans la Montagne bourbonnaise jusqu'au XIXe siècle où il a ensuite disparu avec l'application du Code civil napoléonien qui ne reconnaissait pas ce type d'association. La communauté était structurée autour d'un chef de communauté, dit « le Maître », qui gérait les intérêts communs et exerçait une véritable autorité morale sur le groupe. Les membres de la communauté appelés « parsonniers » avaient chacun une part du patrimoine commun. En général, la communauté a donné son nom au village ou au lieu-dit où elle était installée.
Dans la région d'Arfeuilles, plusieurs communautés ont été identifiées à partir des actes d'état civil disponibles, bien qu'il n'existe pas de contrat écrit d'association.
| Nom du village | Nom de la communauté | Chef de communauté ou maître    |
| -------------- | -------------------- | ------------------------------- |
| Verger         | Duvergier            | Georges Duvergier (~1673, 1730) |
| Géranton       | Géranton             | Louis Cote (~1655, 1735)        |
| Morel          | Morel                | Claude Morel (~1600, ?)         |
| Vignaud        | Vignaud              | Anthoine Despalles (1622, ?)    |

### La période révolutionnaire
Pendant la Révolution française, avec la nouvelle organisation territoriale mise en place par l'Assemblée constituante de 1789, le territoire d'Arfeuilles s'est trouvé rattaché au département de l'Allier et à son district de Cusset.
Les premières mesures politiques et sociales prises par la Constituante n'ont pas créé d'agitation particulière à Arfeuilles, la population étant préoccupée par les mauvaises récoltes et la disette. Il n'en fut pas de même avec la constitution civile du clergé votée le 12 juillet 1790. La nomination et l'installation des prêtres constitutionnels, les jureurs, la confiscation des biens de la paroisse échauffèrent les esprits et déclenchèrent une véritable guerre de clocher. Arfeuilles, où sévissait le conventionnel « montagnard » Jacques Forestier, président de l'assemblée cantonale d'Arfeuilles, ne fut pas épargnée par la Terreur.
La commune fut chef-lieu d'un canton au début de la Révolution. Elle est rattachée en 1801 au canton de Lapalisse.

## Politique et administration

### Découpage territorial
La commune d'Arfeuilles est membre de la communauté d'agglomération Vichy Communauté, un établissement public de coopération intercommunale (EPCI) à fiscalité propre créé le 1er janvier 2017 dont le siège est à Vichy. Ce dernier est par ailleurs membre d'autres groupements intercommunaux.
Sur le plan administratif, elle est rattachée à l'arrondissement de Vichy, au département de l'Allier, en tant que circonscription administrative de l'État, et à la région Auvergne-Rhône-Alpes.
Sur le plan électoral, elle dépend du canton de Lapalisse pour l'élection des conseillers départementaux, depuis le redécoupage cantonal de 2014 entré en vigueur en 2015, et de la troisième circonscription de l'Allier pour les élections législatives, depuis le dernier découpage électoral de 2010.

### Élections municipales et communautaires

#### Élections de 2020
Le conseil municipal d'Arfeuilles, commune de moins de 1 000 habitants, est élu au scrutin majoritaire plurinominal à deux tours avec candidatures isolées ou groupées et possibilité de panachage. Compte tenu de la population communale, le nombre de sièges à pourvoir lors des élections municipales de 2020 est de 15. La totalité des quinze sièges ont été élus dès le premier tour, le 15 mars 2020, avec un taux de participation de 52,20 %.

#### Liste des maires
| Période                                  | Période                      | Identité         | Étiquette    | Qualité |
| ---------------------------------------- | ---------------------------- | ---------------- | ------------ | --- |
| Les données manquantes sont à compléter. |                              |                  |              | |
| mars 1977                                | mars 2008                    | Jacques Bardet   |              | |
| mars 2008                                | 2022                         | Jacques Terracol | Apparenté FG | Retraité de l'enseignement Vice-président de Vichy Communauté (2017-2020)                                                                                 |
| 2 juillet 2022                           | En cours (au 2 juillet 2022) | Michel Guicherd  |              | Directeur marketing retraité Directeur des affaires économiques et de l'animation à la délégation interministérielle à la Coupe du monde de football 1998 |

## Équipements et services publics

### Enseignement
Arfeuilles dépend de l'académie de Clermont-Ferrand. Elle gère une école élémentaire publique.
Les élèves poursuivent leur scolarité au collège de Lapalisse, puis au lycée Albert-Londres de Cusset.

### Justice, sécurité, secours et défense
Arfeuilles dépend de la cour administrative d'appel de Lyon, de la cour d'appel de Riom, du tribunal administratif de Clermont-Ferrand, du tribunal de proximité de Vichy et des tribunaux judiciaire et de commerce de Cusset.
Une brigade de gendarmerie était implantée à Arfeuilles. Elle a fermé en 2015 et les six militaires qui occupaient le site ont été transférés principalement au Mayet-de-Montagne,.

## Population et société

### Démographie
Les habitants de la commune sont appelés les Arfeuillats,.
Jusqu'au XIXe siècle, la commune d'Arfeuilles a été une commune prospère avec l'agriculture comme activité principale. Des ateliers de carderie de laine, de filature, de fabriques de serge et de draps étaient installés au voisinage du bourg. Le long de la rivière Barbenan plus de quatorze moulins à grain, pressoirs à huile et scieries ont été recensés sur le cadastre de 1829.
Avec un terrain accidenté et des exploitations rurales morcelées et dispersées, l'agriculture était mal adaptée à la mécanisation agricole et les terres ont fait place peu à peu à une reforestation. Avec une gare à plus de sept kilomètres du bourg, à l'écart de l'axe routier de la route « nationale 7 », Arfeuilles n'a pas profité des désenclavements routiers et ferroviaires du XIXe siècle, avec pour conséquences un déclin progressif de l'activité et de l'évolution démographique. Actuellement, un second souffle est apporté à la région par le développement du tourisme vert.

#### Évolution démographique
L'évolution du nombre d'habitants est connue à travers les recensements de la population effectués dans la commune depuis 1793. Pour les communes de moins de 10 000 habitants, une enquête de recensement portant sur toute la population est réalisée tous les cinq ans, les populations de référence des années intermédiaires étant quant à elles estimées par interpolation ou extrapolation. Pour la commune, le premier recensement exhaustif entrant dans le cadre du nouveau dispositif a été réalisé en 2008.

En 2022, la commune comptait 610 habitants, en évolution de −7,58 % par rapport à 2016 (Allier : −1,38 %, France hors Mayotte : +2,11 %).
| 1793  | 1800  | 1806  | 1821  | 1831  | 1836  | 1841  | 1846  | 1851  |
| ----- | ----- | ----- | ----- | ----- | ----- | ----- | ----- | ----- |
| 2 850 | 3 015 | 2 882 | 3 165 | 3 370 | 2 943 | 3 259 | 3 422 | 3 335 |

| 1856  | 1861  | 1866  | 1872  | 1876  | 1881  | 1886  | 1891  | 1896  |
| ----- | ----- | ----- | ----- | ----- | ----- | ----- | ----- | ----- |
| 3 063 | 3 135 | 3 148 | 3 296 | 3 375 | 3 572 | 3 370 | 3 238 | 3 246 |

| 1901  | 1906  | 1911  | 1921  | 1926  | 1931  | 1936  | 1946  | 1954  |
| ----- | ----- | ----- | ----- | ----- | ----- | ----- | ----- | ----- |
| 3 261 | 3 176 | 2 913 | 2 473 | 2 361 | 2 246 | 2 123 | 1 917 | 1 683 |

| 1962  | 1968  | 1975  | 1982 | 1990 | 1999 | 2006 | 2008 | 2013 |
| ----- | ----- | ----- | ---- | ---- | ---- | ---- | ---- | ---- |
| 1 458 | 1 288 | 1 004 | 881  | 843  | 710  | 691  | 685  | 665  |

| 2018 | 2022 | - | - | - | - | - | - | - |
| ---- | ---- | - | - | - | - | - | - | - |
| 635  | 610  | - | - | - | - | - | - | - |

#### Pyramide des âges
En 2022, le taux de personnes d'un âge inférieur à 30 ans s'élève à 21,2 %, soit en dessous de la moyenne départementale (28,8 %). À l'inverse, le taux de personnes d'âge supérieur à 60 ans est de 44,9 % la même année, alors qu'il est de 35,8 % au niveau départemental.
En 2022, la commune comptait 313 hommes pour 297 femmes, soit un taux de 51,3 % d'hommes, largement supérieur au taux départemental (48,1 %).
Les pyramides des âges de la commune et du département s'établissent comme suit (en 2021) :
| Hommes | Classe d’âge | Femmes |
| ------ | ------------ | ------ |
| 0,9    | 90 ou +      | 1,9    |
| 12,7   | 75-89 ans    | 14,0   |
| 29,5   | 60-74 ans    | 28,6   |
| 25,9   | 45-59 ans    | 20,5   |
| 12,1   | 30-44 ans    | 12,9   |
| 6,9    | 15-29 ans    | 10,5   |
| 12,0   | 0-14 ans     | 11,6   |

| Hommes | Classe d’âge | Femmes |
| ------ | ------------ | ------ |
| 1,2    | 90 ou +      | 3      |
| 10     | 75-89 ans    | 13,4   |
| 21,3   | 60-74 ans    | 22     |
| 20,6   | 45-59 ans    | 19,6   |
| 15,7   | 30-44 ans    | 15     |
| 15,6   | 15-29 ans    | 12,9   |
| 15,7   | 0-14 ans     | 14     |

### Manifestations culturelles et festivités
Chaque année, Arfeuilles participe aux Grands Jeux de la Montagne bourbonnaise, événement créé en 1966 à la suite de la participation de la commune à Intervilles en 1964. Arfeuilles a accueilli les Grands Jeux en 1975, 1983, 2001 et 2016.
Tous les 15 août se déroule la fête patronale d'Arfeuilles ; à cette occasion se déroule « le cou de l'oie », une tradition qui daterait de 1789. C'est une sorte de concours qui consiste pour des cavaliers armés de sabres d'essayer de trancher le cou d'une oie morte pendue par les pattes au milieu de la rue principale. Au même moment prend place une fête foraine et le soir un bal,.

## Économie

### Emploi
En 2022, la population âgée de quinze à soixante-quatre ans s'élevait à 329 personnes, parmi lesquelles on comptait 70,0 % d'actifs dont 57,2 % ayant un emploi et 12,8 % de chômeurs.
On comptait 84 emplois dans la zone d'emploi. Le nombre d'actifs ayant un emploi résidant dans la zone étant de 195, l'indicateur de concentration d'emploi s'élève à 42,9 %, ce qui signifie que la commune offre moins d'un emploi par habitant actif.
130 des 195 personnes âgées de quinze ans ou plus (soit 66,4 %) sont des salariés. 32,3 % des actifs travaillent dans la commune de résidence.

### Entreprises et commerces
En 2022, Arfeuilles comptait 36 unités légales économiquement actives et 36 établissements économiquement actifs.

## Culture locale et patrimoine

### Lieux et monuments
- Église Saint-Germain, de style néo-gothique, qui a remplacé l'ancienne église. Elle a été construite entre 1854 et 1870. Elle conserve un bénitier du XIIe siècle.
- Chapelle Saint-Jacques des Biefs.
- Souterrain mentionné au sommet de la butte du Renard[46].
- Gour de la Pisserotte au sud-est ; cascade de sept mètres de haut sur le Barbenan (que l'on peut apercevoir dans le clip de Tree House du groupe Myriagon entièrement tourné sur le lieu[47]).
- Colline Saint-Pierre au nord-ouest avec statue de la Vierge (1875) et panorama.
- « Châtelet » de Montmorillon des XVe – XVIe siècles[48].

### Héraldique
| Blason de Arfeuilles | Blason  | D'azur à la fleur de lys d'or accompagnée de trois étoiles du même. |
| Blason de Arfeuilles | Détails | Le statut officiel du blason reste à déterminer.                    |